# Rien de Roon

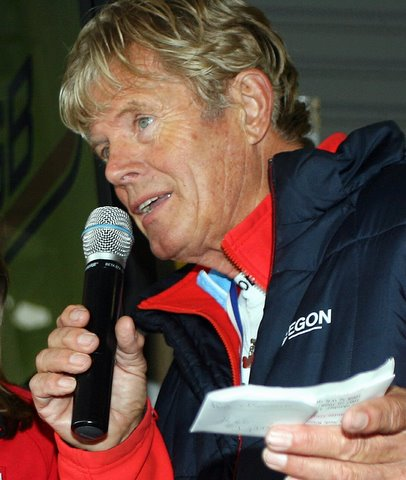
Rien de Roon tijdens het geven van een presentatie.

Rien de Roon (Rotterdam, 16 februari 1941) is een Nederlands langebaan- en marathonschaatser.

## Schaatsen
De Roon begon zijn schaatscarrière bij Schaatsvereniging Rotterdam. Na zich eerst met langebaanschaatsen te hebben beziggehouden, werd hij marathonschaatser. Dat leverde hem zevenmaal het Zuid-Hollands kampioenschap op. In 1979 werd hij in Groningen Nederlands kampioen marathonschaatsen op kunstijs, voor Arie Eriks en Henk Holland. Hij behaalde elf landelijke overwinningen. Ook schaatste hij driemaal de Elfstedentocht: in 1985, 1986 en 1997. De Roon heeft diverse anekdotes van zijn schaats- en wielercarrière op papier gezet. Hij is auteur van twee boeken. Het belang van borstvoeding, en Help ik zit in het wak. Hij geeft presentaties over verschillende onderwerpen, waaronder schaatsen, wielrennen en Elfstedentochten.

## Andere sporten
In Hattem werd hij in 1984 de eerste Nederlandse kampioen inline-skaten, voor Jan Roelof Kruithof en Henri Ruitenberg. Als wielrenner won hij driemaal de wielermarathon van Oss, een rit van 300 kilometer.

## Persoonlijke records
| Afstand      | Tijd     | Datum           | Baan     |
| ------------ | -------- | --------------- | -------- |
| 500 meter    | 42,00    | 15 januari 1977 | Inzell   |
| 1000 meter   | 1.23,70  | 16 januari 1977 | Inzell   |
| 1500 meter   | 2.04,35  | 15 januari 1977 | Inzell   |
| 3000 meter   | 4.20,27  | 28 oktober 1979 | Den Haag |
| 5000 meter   | 7.29,28  | 5 november 1978 | Den Haag |
| 10.000 meter | 15.37,62 | 31 januari 1977 | Den Haag |